# 277
277 (CCLXXVII) var ett normalår som började en måndag i den julianska kalendern.

## Händelser

### Okänt datum
- Probus utvisar frankerna och alemannerna från Gallien.
- Probus omorganiserar försvaret av Rhengränsen.

## Avlidna
- Bahram I, kung av Persien